# 酷馬
《酷馬》（Fantôme, Où es-tu）為臺灣於2010年出品的電影，上映日是同年9月17日。片名中的「酷馬」一者代表劇中主角的姓氏名字，也同時顯示該電影的馬拉松運動背景。以真實故事改編的《酷馬》，劇情描繪被誤殺身亡的酷馬以靈體方式，促使少女兇手「糖果」藉以跑馬拉松運動幫助酷馬母親走出傷痛。電影整體故事涵義除了闡釋寬恕重要性之外，也點出台灣女性在困境中展現不平凡的生命力。

## 演員
- 黃遠（飾馬俊安／酷馬）
- 鄭靚歆（飾汪語唐／糖果）
- 藍正龍（飾劉教練）
- 古名伸（飾馬媽媽）
- 傅娟（飾汪媽媽）
- 艾偉（飾汪爸爸）

## 外部連結
- 《酷馬》官方部落格 （页面存档备份，存于）
- 《酷馬》的Facebook專頁
- Yahoo奇摩電影上《酷馬》的資料（繁體中文）
- MSN娛樂上《酷馬》的資料（繁體中文）

- 開眼電影網上《酷馬》的資料（繁體中文）
- 豆瓣电影上《酷馬》的資料 （简体中文）
- 时光网上《酷馬》的資料（简体中文）
- AllMovie上《酷馬》的资料（英文）
- 香港影庫上《酷馬》的資料（繁體中文）
- 互联网电影数据库（IMDb）上《酷馬》的资料（英文）